# Immigrazione illegale

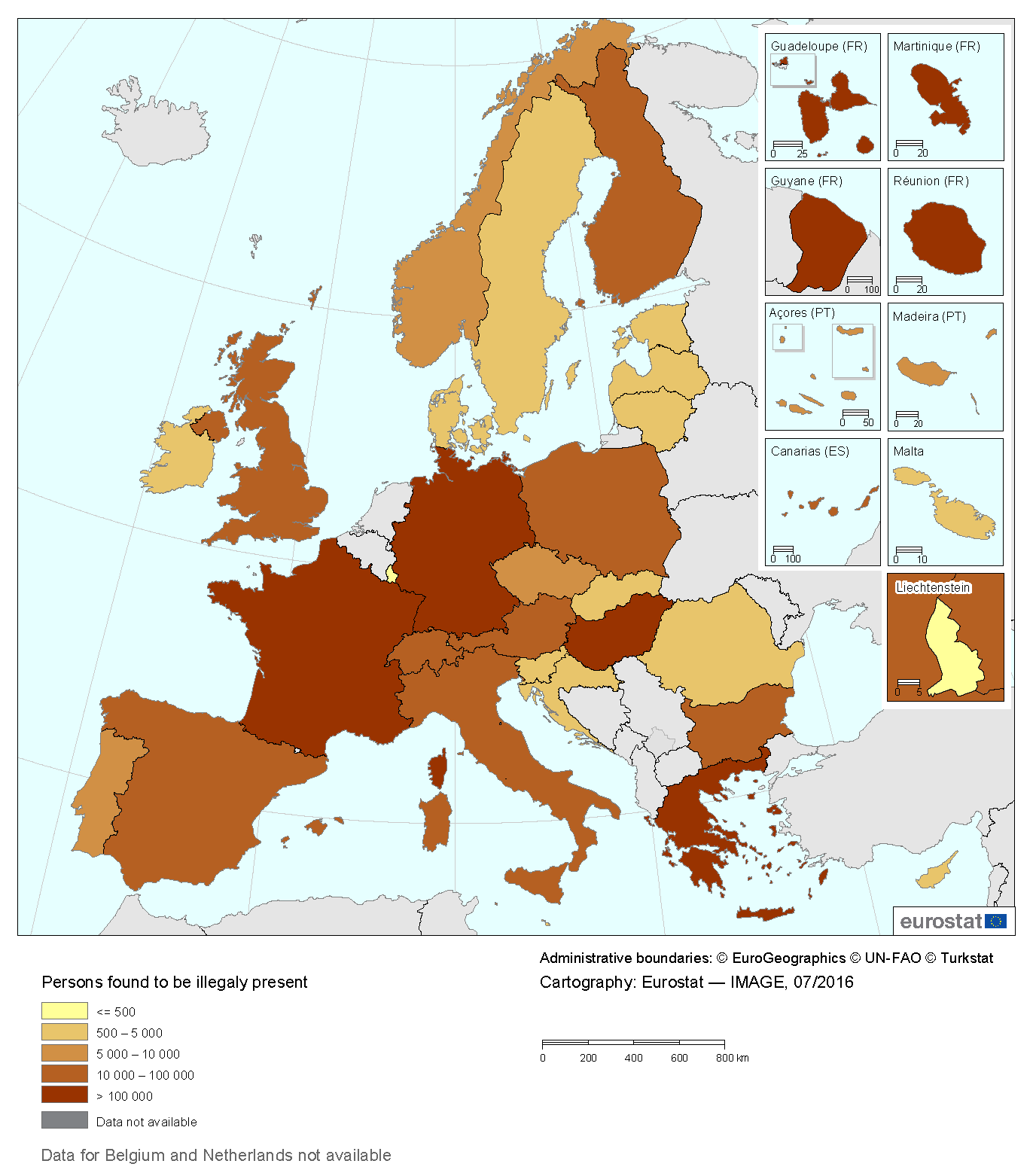
Cittadini extracomunitari trovati illegalmente presenti nell'UE e nell'EFTA del 2015

L'immigrazione illegale (o immigrazione clandestina o immigrazione irregolare) è l'ingresso o il soggiorno di cittadini stranieri in violazione delle leggi di immigrazione del Paese di destinazione.
Lo status degli immigrati illegali è, nella maggior parte dei casi, temporaneo. Potrebbe accadere che persone entrate clandestinamente, senza presentare le proprie generalità ai controlli di frontiera, riescano successivamente a sanare la loro posizione sul territorio nazionale, tramite "sanatorie" o "regolarizzazioni". Viceversa persone entrate legalmente sul territorio possono restarvi per un tempo superiore al previsto e divenire quindi "irregolari" cioè soggiornanti oltre il tempo consentito), non riuscendo a rientrare nelle casistiche previste per ciascuna "sanatoria". In altri casi, gli immigrati illegali possono essere detenuti e/o espulsi dal Paese in cui vi risiedono clandestinamente a seguito di decreti d'espulsione.
Viene definita come il trasferimento permanente o lo spostamento temporaneo di persone in un paese diverso da quello d´origine e ha generalmente motore propulsivo in eventi o condizioni drammatiche, le quali spingono gli individui ad abbandonare la propria nazione in cerca di condizioni  di vita migliori. Guerre, povertà, dittature e genocidi sono spesso alla base di consistenti flussi migratori.
L'immigrazione illegale, così come quella regolare, è un fenomeno di cui sono oggetto generalmente i Paesi più ricchi e segue rotte e modalità di trasporto svariate. Tali spostamenti vengono definiti irregolari se avvengono senza la necessaria documentazione e, peraltro, di frequente coinvolgono trafficanti di esseri umani, talvolta costituiti in vere e proprie organizzazioni criminali dirette al loro sfruttamento. Le persone che si muovono in questa maniera spesso mettono a rischio la propria vita, sono obbligate a viaggiare in condizioni disumane e possono essere oggetto di sfruttamento e abuso.
Da un punto di vista politico, l'immigrazione clandestina infligge molti danni ad una serie di grandi aspetti sociali: l'economia,  l'istruzione, l'assistenza sanitaria, la schiavitù, la prostituzione, le protezioni giuridiche, il diritto di voto, i servizi pubblici, i diritti umani, la criminalità.

## Descrizione

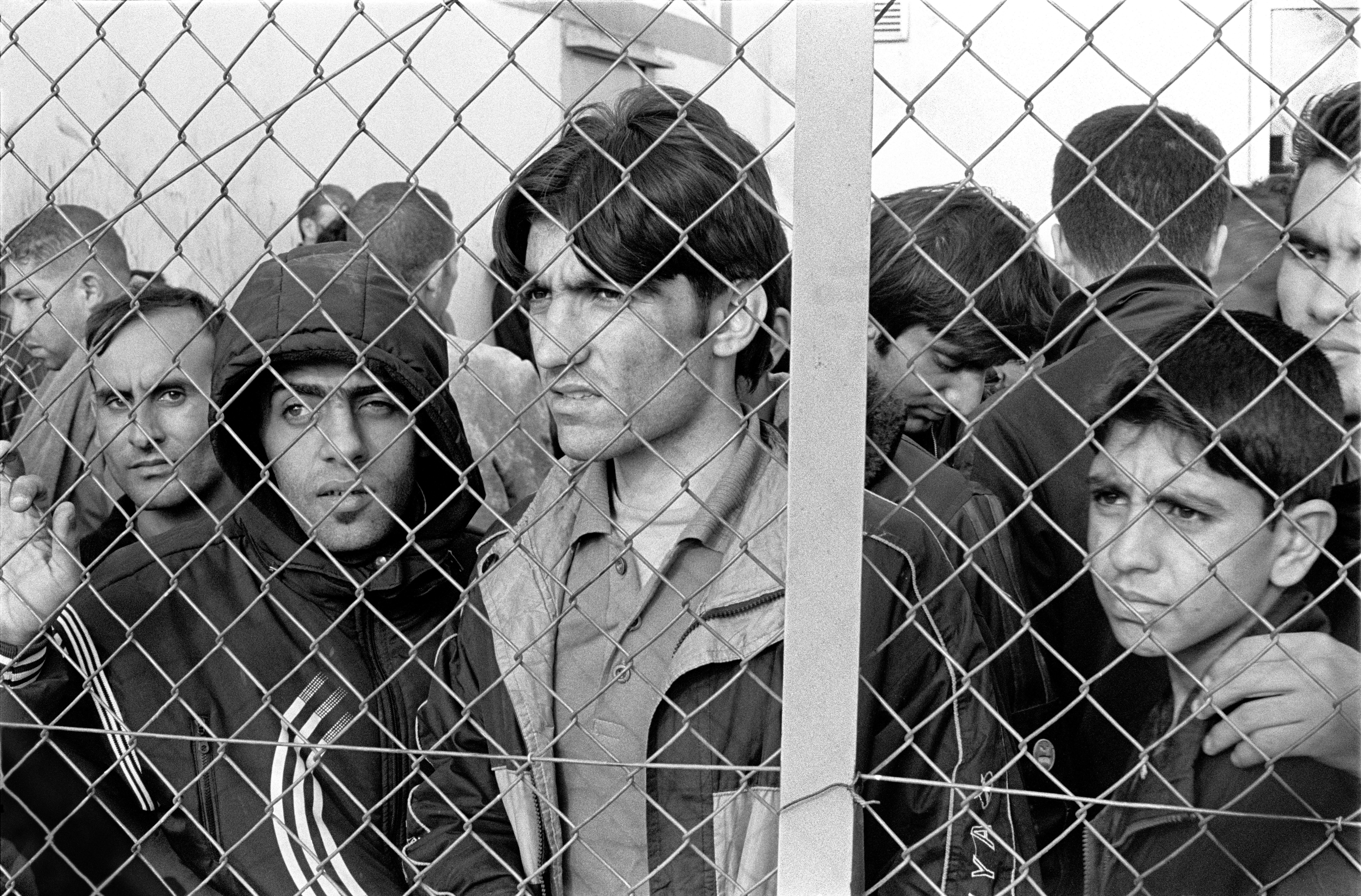
Rifugiati arrestati nel centro di detenzione di Fylakio, Evros, Grecia.

### Problematiche
Spesso gli immigrati seguono vie illegali per raggiungere il Paese di destinazione, divenendo quindi irregolari, e in tali casi si affidano a malavitosi, che possono essere qualificati come veri e propri schiavisti, i quali gestiscono moderne tratte degli esseri umani. Un esempio sono i cosiddetti scafisti, che ammassano enormi quantità di persone su imbarcazioni di scarsissima qualità e sicurezza (le carrette del mare), partendo dalle coste settentrionali dell'Africa per arrivare nei Paesi mediterranei: l'Italia è una delle mete preferite, perché il tratto dall'Africa alla Sicilia, e in particolare a Lampedusa, è molto corto rispetto agli altri possibili percorsi. Per molti di loro il viaggio continua verso altri Paesi europei. Questi scafisti si fanno pagare somme molto ingenti in cambio della speranza di una nuova vita e sono spesso alleati con varie organizzazioni criminali, avvalendosi inoltre della complicità delle forze dell'ordine dei Paesi d'origine e di transito; attorno all'immigrazione illegale c'è un forte indotto criminale fin dall'origine.
Essendo entrati illegalmente, i clandestini non possono inserirsi nel mercato del lavoro ufficiale. Pertanto, arrivati a destinazione, vengono sfruttati da datori di lavoro senza scrupoli, che li usano come manodopera a basso costo e in nero, approfittando della loro condizione di bisogno e del fatto che non sono regolarizzabili, quindi sono facilmente ricattabili proprio a causa della loro posizione irregolare.
In quanto manodopera a basso costo, gli stranieri irregolari finiscono, loro malgrado, spesso per colpa del caporalato, per abbassare i salari medi (fenomeno che è detto svalutazione sociale); in taluni casi, questa situazione si riflette a danno dei lavoratori regolari, peggiorandone la qualità della vita.
Molti clandestini spesso finiscono, inoltre, per ingrossare la rete della criminalità organizzata, nella quale svolgono il cosiddetto lavoro sporco, ovvero le mansioni di più basso livello, meno desiderabili e più rischiose.

### Vittime dell'immigrazione illegale

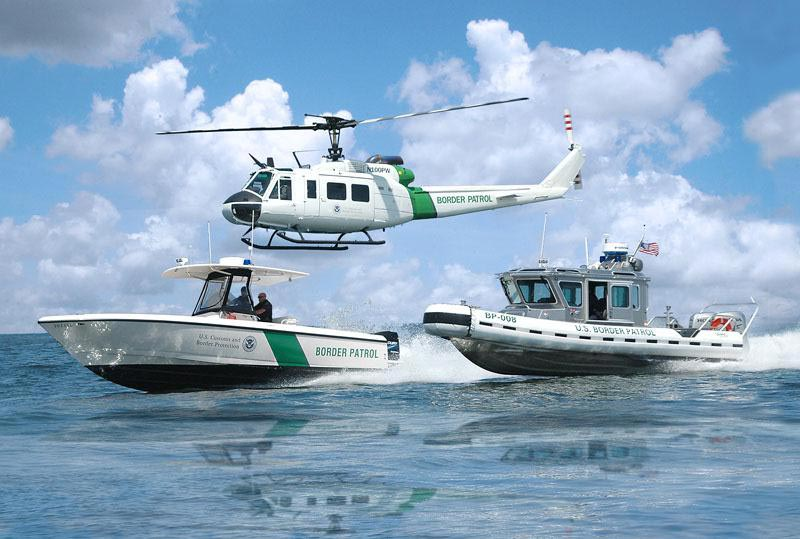
Pattuglia di frontiera in mare da parte della US Customs and Border Protection

Secondo notizie raccolte sulla stampa internazionale tra il 1987 e il 2008 dall'osservatorio sulle vittime dell'immigrazione Fortress Europe, almeno 12.012 tra uomini, donne e bambini hanno perso la vita tentando di raggiungere l'Europa clandestinamente, non potendo viaggiare in modo regolare. Nel Mar Mediterraneo e nell'Oceano Atlantico, verso le Isole Canarie, sono annegate 8.315 persone; metà delle salme (4.255) non è mai stata recuperata. Nel Canale di Sicilia, tra Libia, Egitto, Tunisia, Malta e Italia, le vittime sono 2.511, di cui 1.549 dispersi. Altre 70 persone sono morte navigando dall'Algeria verso la Sardegna. Lungo le rotte che vanno dal Marocco, dall'Algeria, dal Sahara occidentale, dalla Mauritania e dal Senegal alla Spagna, puntando verso le isole Canarie o attraversando lo Stretto di Gibilterra, sono morte almeno 4.091 persone, di cui 1.987 risultano disperse. Nel Mar Egeo, invece, tra la Turchia e la Grecia, hanno perso la vita 895 migranti, tra i quali si contano 461 dispersi. Infine, nel Mare Adriatico, tra l'Albania, il Montenegro e l'Italia, negli anni passati sono morte 603 persone, delle quali 220 sono disperse. Inoltre, almeno 597 migranti sono annegati sulle rotte per l'isola francese di Mayotte, nell'Oceano Indiano. Il mare non viene attraversato soltanto su imbarcazioni di fortuna, ma anche su traghetti e mercantili, dove spesso viaggiano molti migranti, nascosti nella stiva o in qualche container; anche qui le condizioni di sicurezza restano pessime: 146 le morti accertate per soffocamento o annegamento.
Per chi viaggia da sud, il Sahara è un pericoloso passaggio obbligato per arrivare al mare. Il grande deserto separa l'Africa occidentale e il Corno d'Africa dal Mediterraneo. Lo si attraversa sui camion e sui fuoristrada, che battono le piste tra Sudan, Ciad, Niger e Mali, da un lato, e Libia e Algeria, dall'altro. Qui dal 1996 sono morte almeno 1.587 persone. Ma, stando alle testimonianze dei sopravvissuti, quasi ogni viaggio conta i suoi morti. Pertanto il numero di vittime reso noto sulla stampa potrebbe essere solo una sottostima. Tra i morti si contano anche le vittime delle deportazioni collettive praticate dai Governi di Tripoli, Algeri e Rabat, abituati da anni ad abbandonare a se stessi gruppi di centinaia di persone in zone frontaliere, in pieno deserto. In Libia si registrano gravi episodi di violenze contro i migranti. Non esistono dati sulla cronaca nera. Nel 2006 Human Rights Watch e Afvic hanno accusato Tripoli di arresti arbitrari e torture nei centri di detenzione per stranieri, tre dei quali sarebbero stati finanziati dall'Italia. Nel settembre 2000 a Zawiya, nel nord-ovest del Paese, vennero uccisi almeno 560 migranti nel corso di sommosse razziste.
Viaggiando nascosti nei TIR, hanno perso la vita in seguito a incidenti stradali, per soffocamento o schiacciati dal peso delle merci, 283 persone. E almeno 182 migranti sono annegati attraversando i fiumi frontalieri: la maggior parte nell'Oder-Neiße tra Polonia e Germania, nell'Evros tra Turchia e Grecia, nella Sava tra Bosnia e Croazia e nella Morava, tra Slovacchia e Repubblica Ceca. Altre 112 persone sono invece morte di freddo percorrendo a piedi i valichi della frontiera, soprattutto in Turchia e Grecia. In Grecia, al confine nord-orientale con la Turchia, nella provincia di Evros, esistono ancora i campi minati; qui, tentando di attraversare a piedi il confine, sono rimaste uccise 88 persone. Sotto il fuoco della polizia di frontiera sono morti 192 migranti, di cui 35 soltanto a Ceuta e Melilla, le due enclave spagnole in Marocco, 50 in Gambia, 40 in Egitto e altri 32 lungo il confine turco con l'Iran e l'Iraq. Ma a uccidere sono anche le procedure di espulsione in Francia, Belgio, Germania, Spagna, Svizzera e l'esternalizzazione dei controlli delle frontiere in Marocco e Libia. Infine 41 persone sono morte assiderate, viaggiando nascoste nel vano carrello di aerei diretti verso gli scali europei. E altre 23 hanno perso la vita, viaggiando nascoste sotto i treni che attraversano il tunnel della Manica, per raggiungere l'Inghilterra, cadendo lungo i binari o rimanendo fulminati scavalcando la recinzione del terminal francese; oltre a 12 morti investiti dai treni in altre frontiere e 3 annegati nel Canale della Manica.

## Politiche dell'immigrazione

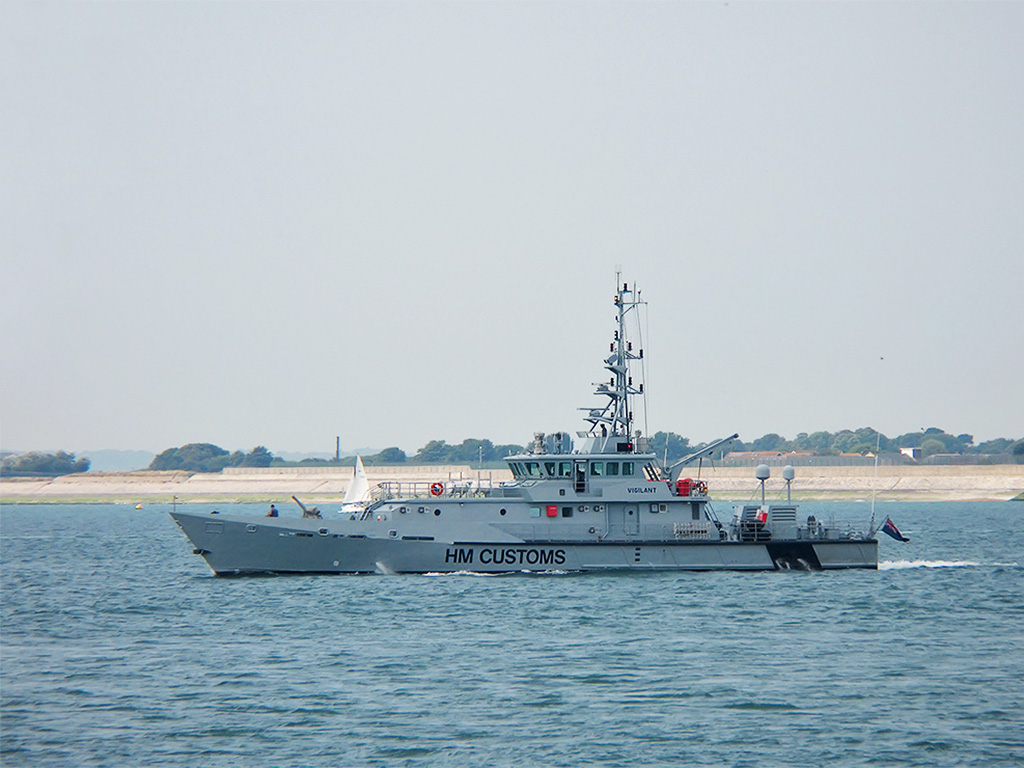
HMC Vigilant, uno dei numerosi tagliatori di dogane della UK Border Force, e capace di andare veloce fino a 26 nodi, in partenza dalla base navale di Portsmouth.

Le politiche dell'immigrazione sono un tema centrale della politica dei Paesi più ricchi. L'Italia ha cominciato a subire il flusso immigratorio solo negli ultimi vent'anni, senza che prima vi fossero delle chiare norme al riguardo (se non qualche minima disposizione nel vecchissimo Testo Unico di Pubblica Sicurezza). Dopo un primo tentativo con la legge Martelli del 1990, solo con la legge Turco-Napolitano del 1998, si decise di controllare il fenomeno immigratorio in modo da limitarlo al massimo, ponendo anche pesanti sanzioni penali per chi lo favorisse. Con la legge Bossi-Fini del 2002, si cercò di restringere ancora di più le possibilità di immigrazione in Italia e si appesantirono le sanzioni penali sia introducendo il reato di immigrazione clandestina a carico di ciascun immigrato, sia appesantendo a tal punto le pene per chi in qualsiasi modo (con qualsiasi atto, fatto o comportamento) contribuisse a favorire l'ingresso in Italia dall'estero da equiparare le pene a quelle dei capi mafiosi, tanto per entità della pena (da 5 a 15 anni di reclusione, oltre la multa di 15.000 euro per ogni persona di cui si è tentato od ottenuto di favorire l'ingresso) che per le misure carcerarie (divieto di concessione dei benefici riservati agli altri detenuti), equiparando ai cosiddetti scafisti anche chiunque contribuisca ad organizzare ingressi apparentemente regolari (ad esempio fittizie richieste di assunzione di specialisti non facilmente reperibili in Italia).
L'introduzione di quote per l'immigrazione, se da un lato dovrebbe evitare un afflusso troppo massiccio di immigrati che non potrebbero essere assorbiti dal mercato del lavoro, dall'altro può finire coll'incentivare l'immigrazione clandestina.
A fronte di un numero di immigrati irregolari vengono spesso applicate delle sanatorie, che da un lato portano fuori dall'illegalità molti immigrati, ma che dall'altro non sono che un prendere atto che le politiche per fronteggiare il problema non sono state efficaci. Il problema sostanziale è che mantenere nell'illegalità centinaia di migliaia di immigrati ottiene l'effetto perverso di spingerli nelle mani della criminalità organizzata come braccia a basso costo per attività criminose o comunque illegali, mentre facilitarne la regolarizzazione, incentiva l'immigrazione di altre decine di migliaia di persone. Comunque il problema non è risolvibile sino a quando permarranno così vistose differenze tra il tenore di vita ed i salari dei paesi europei e quelli di molti dei paesi ad essi vicini. Per voler fare un paragone, gli USA accettano 1.000.000 di immigrati legali ogni anno e subiscono l'ingresso di un numero ancora maggiore di immigrati illegali, pur contrastandone l'ingresso; pur essendo rare le sanatorie, le norme USA favoriscono la regolarizzazione, mentre i tradizionali meccanismi automatici dello ius soli (cioè che chiunque nasca all'interno del territorio ne è automaticamente cittadino) e del servizio militare volontario (cioè che chiunque presti servizio volontario per tre anni nelle forze armate, ottiene la cittadinanza) favoriscono le naturalizzazioni (del resto sono norme che risalgono ancora ai tempi dell'impero romano verso i barbari, anche se in Italia non sono più applicate).
In Italia, ultimamente si è tentato di eliminare l'immigrazione alla fonte, con degli accordi con i Paesi di origine e in specie con la Libia, dove a spese dello Stato italiano molti immigrati sono stati rimpatriati per poi essere portati nei loro Paesi di origine, spesso dell'Africa subsahariana o centrale. Tale politica ha causato, nel 2009, ripetute proteste da parte di Laura Boldrini la quale, a nome dell'Alto commissariato delle Nazioni Unite per i rifugiati, ha sottolineato come la cosiddetta "politica dei respingimenti" non tenga conto di come fra le persone respinte vi siano persone con tutti i requisiti per richiedere asilo politico, in possesso dei requisiti per ottenerlo. Da parte governativa, per bocca del ministro Maroni, è stato risposto che l'identificazione dei migranti, e l'accertamento della loro condizione di legittimi chiedenti asilo politico, non può essere verificata a bordo dei natanti delle forze di Stato, che espletano funzioni di polizia e di soccorso, ma va fatta nei luoghi di imbarco, dagli uffici dell'Alto commissariato ONU per i rifugiati, che infatti ha una sede in Libia.. L'Italia è stata poi condannata davanti alla Corte europea e il trattato con la Libia definitivamente sospeso dal governo Monti e sostituito da altro dove non si parla espressamente di respingimenti. La questione delle persone a cui l'Italia si è impegnata con trattati internazionali a concedere asilo politico è diventata particolarmente evidente nel 2013, anno in cui si è visto un grande afflusso di migranti con carrette del mare cariche di persone provenienti da zone di conflitto bellico o di negazione di diritti, in particolare da Somalia, Eritrea e Siria.
La questione è balzata in grande evidenza interessando, oltre che l'opinione pubblica, anche il governo nazionale e la commissione europea quando il 3 ottobre 2013 un barcone carico di migranti si è inabissato incendiato a seguito del tentativo di richiamare l'attenzione di possibili soccorritori incendiando di notte una coperta; il naufragio ha provocato 366 morti accertati, oltre a un'ulteriore presunta ventina di dispersi, nonostante quasi un terzo dei trasportati sia stato (pare tardivamente) salvato; la polemica è esplosa non solo perché i superstiti hanno riferito che ben tre pescherecci in zona si sarebbero rifiutati di prestare soccorso, a causa di precedenti incriminazioni per favoreggiamento dell'immigrazione clandestina di pescatori soccorritori, ma anche perché tutti i superstiti, benché tutti reclamanti diritto al trattamento come richiedenti asilo, sono stati incriminati per il reato di immigrazione clandestina, con conseguente sdegno dell'opinione pubblica, impersonata anche dal Presidente della Repubblica, e polemiche pubbliche tra il Presidente del Consiglio dei ministri e il procuratore capo di Agrigento, senza contare che dopo pochi giorni (l'11 ottobre 2013) un simile disastro si è ripetuto, anche se con meno annegati. 
Un altro dei problemi è che sono numerosi i migranti minori di età senza accompagnatore, che per legge non possono essere espulsi prima della maggiore età, né trattenuti assieme ai maggiorenni in Centri di identificazione ed espulsione in tutto simili a carceri; però, prima di compiere la maggiore età, buona parte abbandona le strutture di accoglienza non carcerarie andando a ingrossare il numero degli immigrati clandestini.

### Il reato di ingresso e soggiorno illegale in Italia

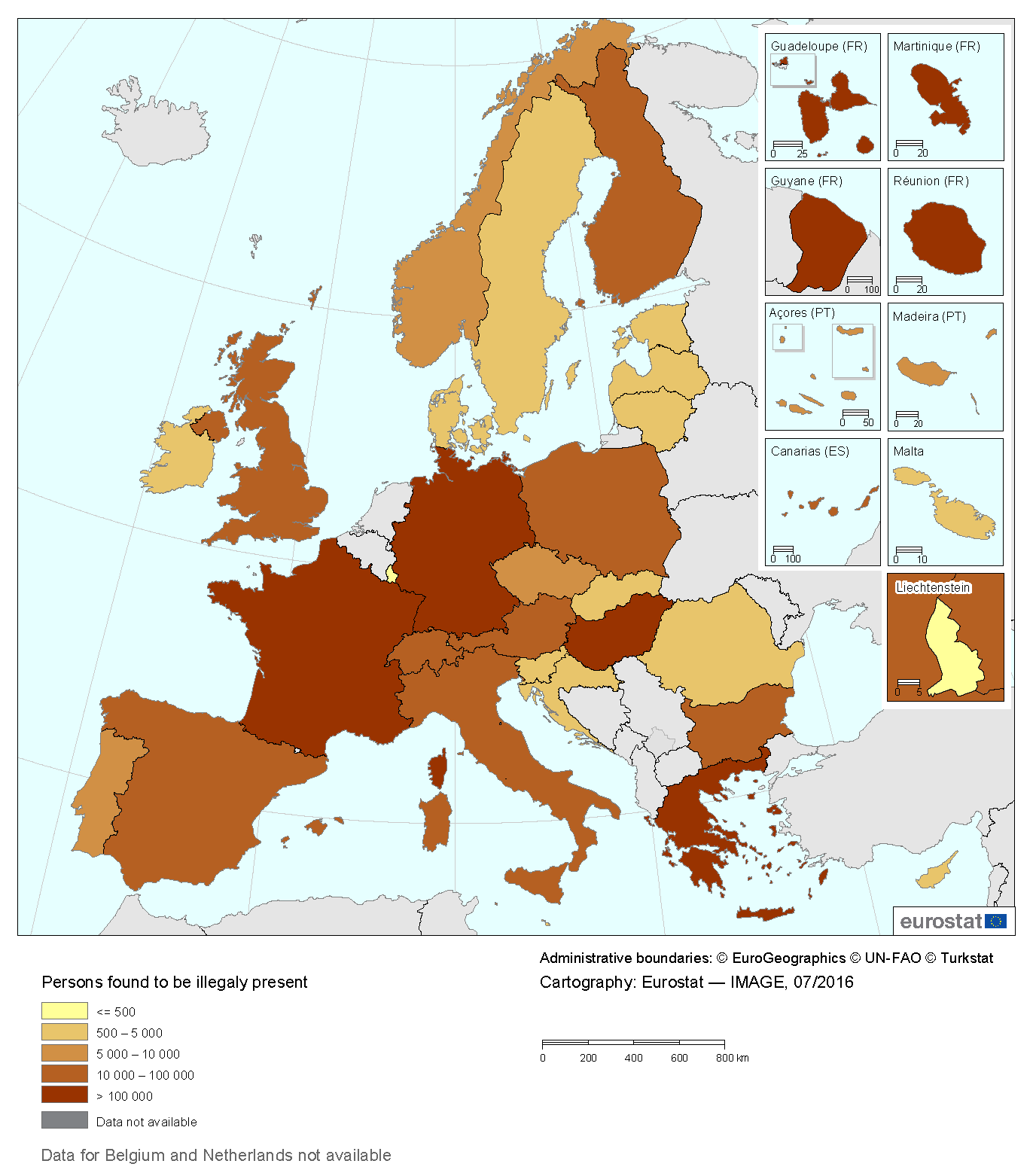
Eurostat: cittadini non UE trovati illegalmente presenti nell'UE-28 e nell'EFTA, 2015

Nell'agosto del 2009 anche in Italia è entrato in vigore il reato contravvenzionale di ingresso e soggiorno illegale nel territorio dello Stato, reato già previsto in ordinamenti giuridici di altri stati europei quali ad esempio Gran Bretagna, Francia e Germania, seppure con alcune sostanziali differenze: una differenza si riscontra, ad esempio, nel fatto che negli ordinamenti francese e britannico non esiste l'obbligatorietà dell'azione penale, prevista, invece, in Italia.
Il reato, molto discusso, apre a un processo anche se vige sempre la possibilità di espulsione immediata (molto spesso intimata formalmente, ma scarsamente posta in pratica a causa dell'elevato costo della sua esecuzione e della scarsità delle relative risorse a disposizione). L'Italia è stata chiamata in audizione alla 98ª conferenza internazionale del lavoro dell'ILO (International Labour Organization), unico paese europeo, per chiarire alcune domande di questa Agenzia ONU sul T.U.2009
La legge 94 del 15 luglio 2009 che introduce in Italia il reato di immigrazione illegale ha suscitato diverse critiche, tra cui quella di monsignor Agostino Marchetto, segretario del Pontificio consiglio per la pastorale dei migranti.
Anche politici di destra, quali Mirko Tremaglia, hanno criticato il provvedimento, definendolo "assurdo", "un reato inventato", chiedendone la cancellazione e l'avvio di una regolarizzazione e di una sanatoria.
Diversi intellettuali, tra cui Andrea Camilleri, Antonio Tabucchi, Dacia Maraini, Dario Fo, Franca Rame, Moni Ovadia, Maurizio Scaparro, Gianni Amelio, hanno firmato un «Appello contro il ritorno delle leggi razziali in Europa»: «È stato sostituito il soggetto passivo della discriminazione, non più gli ebrei bensì la popolazione degli immigrati irregolari, che conta centinaia di migliaia di persone; ma non sono stati cambiati gli istituti previsti dalle leggi razziali».
Diversi giuristi (tra cui Valerio Onida, Stefano Rodotà, Armando Spataro, Gustavo Zagrebelsky) hanno redatto un «Appello contro l'introduzione dei reati di ingresso e soggiorno illegale dei migranti», lamentando l'uso simbolico della sanzione penale, la criminalizzazione di mere condizioni personali e profili di illegittimità costituzionale. In particolare, secondo tali giuristi:
- la norma è priva di fondamento giustificativo, in quanto si sovrappone del tutto alla misura amministrativa dell'espulsione dello straniero; la sanzione penale, in quanto extrema ratio andrebbe al contrario utilizzata solo in mancanza di altri strumenti legali idonei;
- la Corte costituzionale (sent. 78/2007) ha negato che la condizione di migrante irregolare possa costituire base di pericolosità sociale in sé. La norma si connoterebbe pertanto come discriminazione ratione subiecti, in contrasto con la garanzia costituzionale di punibilità penale solo per fatti materiali e non per condizioni individuali;
- l'introduzione del nuovo reato aggrava l'inefficienza del sistema penale (e dei giudici di pace), senza produrre reale utilità sociale.

Sotto altro profilo, è stato evidenziato come la previsione di simile fattispecie di reato comporti conseguenze particolarmente dispendiose e prive di un effettivo risvolto pratico:
- la pena prevista in caso di condanna, consistente in un'ammenda da 5.000 a 10.000 euro, nella gran parte dei casi non viene effettivamente eseguita, dal momento che chi è stato condannato al pagamento di tali sanzioni non ha soldi né beni da sottoporre a sequestro;
- chi è chiamato a rispondere del reato in questione spesso non conosce la lingua italiana, per cui gli uffici giudiziari devono incaricare un interprete per la traduzione degli atti, a spese dell'Amministrazione;
- l'imputato, in ragione delle sue condizioni economiche, è per regola ammesso al gratuito patrocinio, ossia il difensore nominato d'ufficio è remunerato dallo Stato, essendo comunque obbligatoria l'assistenza difensiva nel processo penale.

Numerose onlus e associazioni per i diritti dei bambini hanno sottoscritto un appello al presidente della Repubblica riguardo alla legge. In esso, le associazioni (tra cui Terre des hommes e Save the Children) lamentano che gli stranieri saranno spinti a non avere più contatto con le istituzioni, e i bambini stranieri saranno esclusi dai servizi scolastici, sociali e sanitari, in violazione dei diritti fondamentali dei minori all'istruzione e alle cure sanitarie (vedi Convenzione Internazionale sui Diritti dell'Infanzia).

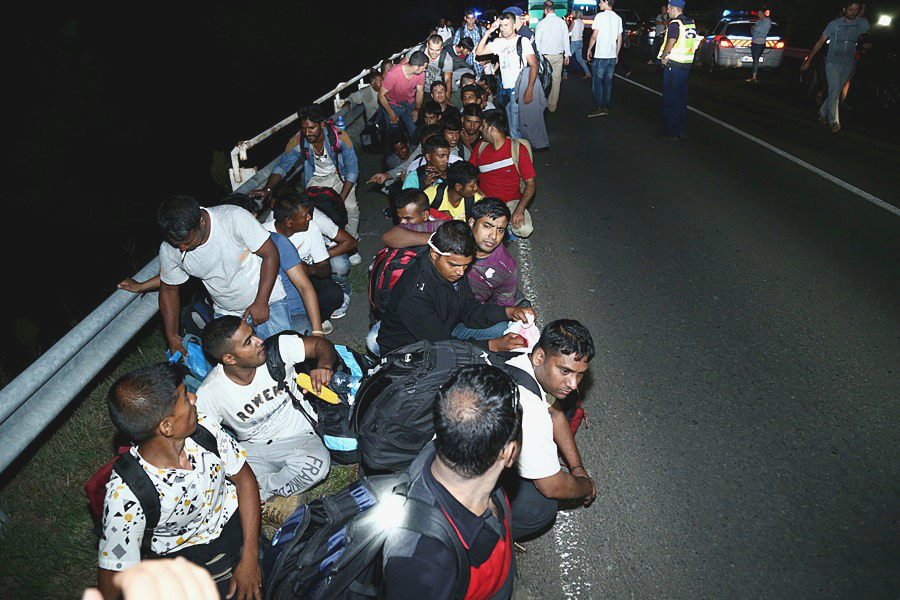
Migranti lungo la rotta balcanica tra la Serbia e l'Ungheria, 24 agosto 2015

Nonostante le critiche, la norma è divenuta legge dello Stato; la Corte costituzionale, con sentenza del 5 luglio 2010 n. 249, ha dichiarato illegittima l'aggravante della clandestinità (che aumentava le pene per qualsiasi reato se commesso da un clandestino fino ad un terzo; art. 61, n. 11 bis del codice penale) sotto il profilo del principio di uguaglianza e del principio di responsabilità personale penale - ragionevolezza. La stessa Corte costituzionale, con sentenza n. 250/2010, ha respinto invece la questione di costituzionalità del reato cosiddetto di "clandestinità", ritenendola una scelta rientrante nella sfera di discrezionalità del legislatore.
Con sentenza 359/2010 del dicembre 2010 la Corte costituzionale ha dichiarato l'illegittimità costituzionale dell'art. 14 comma 5-quater (inottemperanza a un secondo ordine di allontanamento impartito dal Questore) del D. Lgs. n. 286/98 come modificato dalla legge n. 94/09 nella parte in cui non prevede, così come invece espressamente previsto dal comma 5-ter (inottemperanza a un primo ordine di allontanamento impartito dal Questore) dello stesso articolo, la scriminante del giustificato motivo. La Corte costituzionale nella sentenza citata pronuncia una censura della mancata previsione di un giustificato motivo a chi commetta il fatto (soggiorno nonostante l'ordine di espulsione oppure, per ora in ipotesi, anche solo di ingresso sul territorio) per motivi di estrema indigenza, perché viola un principio fondamentale destinato a fungere in linea di massima da valvola di sicurezza del meccanismo repressivo, evitando che la sanzione penale scatti allorché, anche al di fuori della presenza di vere e proprie cause di giustificazione, l'osservanza del precetto appaia concretamente inesigibile in ragione, a seconda dei casi, di situazioni ostative al carattere soggettivo od oggettivo del reato addebitato.
Malgrado l'applicazione delle pene pecuniarie, introdotte adesso anche per i casi di inottemperanza all'ordine di lasciare il territorio dello stato, al posto delle pene detentive stabilite in precedenza e dichiarate incostituzionali, l'intero sistema italiano dei rimpatri degli immigrati irregolari risulta ancora connotato da procedure e da un quadro sanzionatorio di carattere penale e amministrativo imperniato sulla detenzione (la pena pecuniaria può essere trasformata in pena domiciliare pari a 45 giorni, inoltre sono previsti i CIE) piuttosto che sull'esecuzione effettiva delle misure di allontanamento.
Le conseguenze più drammatiche si verificano nel caso di immigrati che escono dal circuito penitenziario, e si ritrovano privi di un permesso di soggiorno, magari soltanto per la mancata possibilità di rinnovo nel periodo della detenzione. La maggior parte degli immigrati che escono dal carcere per fine pena o a seguito del venir meno delle esigenze cautelari, o dopo un'assoluzione, finisce generalmente nei centri di identificazione ed espulsione, sempre che si siano posti disponibili. Altrimenti il questore adotta un procedimento che contiene l'invito a lasciare il territorio dello stato entro sette giorni (prima erano cinque). In molti casi, quindi, dopo un determinato periodo di trattenimento in un CIE o in altra struttura informale adibita alla detenzione amministrativa, gli immigrati irregolari, anche a seconda della nazionalità, per la scarsa probabilità che i paesi di origine collaborino nelle identificazioni, o per la mancanza di posti disponibili, vengono rimessi in libertà con l'intimazione a lasciare il territorio dello stato entro sette giorni. Prassi amministrativa altamente discrezionale ed assai diffusa, che appare in forte contrasto con le previsioni della stessa direttiva sui rimpatri mirate ad un bilanciamento tra l'esigenza di dare effettiva esecuzione alle misure di allontanamento forzato e la tutela dei diritti fondamentali della persona.

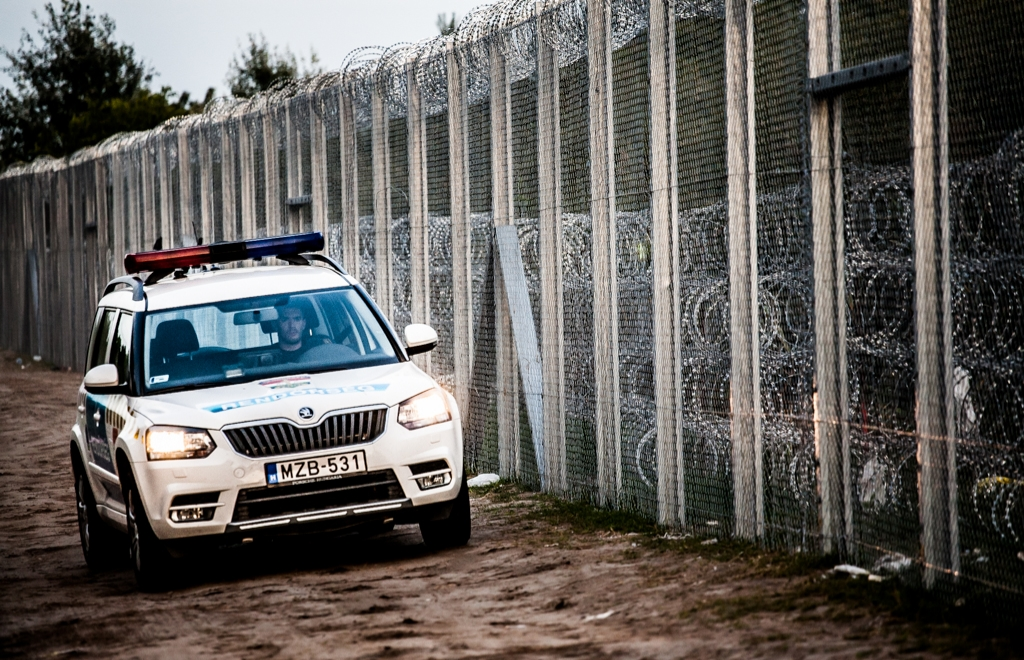
Il confine ungherese-serbo

Quando si accerta l'ingresso o il soggiorno irregolare in Italia di un immigrato rimangono dunque due possibilità: se la procedura ordinaria di allontanamento forzato si è conclusa con l'accompagnamento in frontiera dell'immigrato prima che il giudice si sia pronunciato, lo stesso giudice emette una sentenza di non luogo a procedere, e quindi la previsione del reato di immigrazione clandestina risulta del tutto superflua al fin di garantire l'effettività dell'espulsione; qualora invece non sia stato eseguito l'accompagnamento immediato, il giudice condanna al pagamento di una contravvenzione, per la quale non è prevista oblazione, ed è comunque prevista la possibilità dell'esecuzione immediata dell'accompagnamento in frontiera, in quanto la pena dell'ammenda può essere sostituita con quella dell'espulsione, questa volta stabilita dall'autorità giudiziaria, come previsto dall'art. 16 del T.U. sull'immigrazione n.286 del 1998 (12) . Occorre inoltre ricordare che la pena pecuniaria è sostituibile con la permanenza domiciliare (fino a 45 giorni), ai sensi degli artt. 53 e 55, co. 5 d.lgs. n. 274/2000, in caso di insolvibilità del condannato.
La Corte di Giustizia dell'Unione Europea, con la sentenza del 28 aprile 2011, caso El Dridi, stabiliva dunque che gli Stati membri non possono introdurre, al fine di ovviare all'insuccesso delle misure coercitive adottate per procedere all'allontanamento coattivo, una pena detentiva, come quella prevista dalla normativa italiana allora vigente, solo perché un cittadino di un paese terzo, dopo che gli è stato notificato un ordine di lasciare il territorio nazionale e che il termine impartito con tale ordine è scaduto, permane in maniera irregolare in detto territorio. Secondo i giudici di Lussemburgo, gli Stati membri devono continuare ad adoperarsi per dare esecuzione alla decisione di rimpatrio, che continua a produrre i suoi effetti. La Corte di giustizia svolge il suo ragionamento partendo dalla necessità di rendere effettivi i procedimenti di espulsione, senza alcuna considerazione buonista, ma superando la logica delle leggi manifesto (elettorale) tanto diffusa in Italia. La Corte osserva che una pena detentiva prolungata, segnatamente in ragione delle sue condizioni e delle modalità di applicazione, rischia di compromettere proprio la realizzazione dell'obiettivo perseguito dalla direttiva rimpatri, ossia l'instaurazione di una politica efficace di allontanamento dei cittadini di paesi terzi il cui soggiorno sia irregolare, garantendo al contempo il pieno rispetto dei loro diritti fondamentali.
L'indirizzo interpretativo vincolante fornito dalla Corte con la sentenza del 28 aprile 2011, non si limita solo alla (in)compatibilità comunitaria dell'art. 13 comma 5 ter del T.U. 286 del 1998, che prevedeva un reato sanzionato con la detenzione per i casi di inottemperanza all'ordine del Questore di lasciare entro cinque giorni il territorio dello stato (il cd. foglio di via), ma traccia con precisione i limiti che il legislatore penale nazionale deve rispettare in caso di allontanamento forzato degli immigrati irregolari. Non solo la direttiva 2008/115/CE sui rimpatri "osta ad una normativa nazionale che punisce con la reclusione il cittadino di un paese terzo in soggiorno irregolare che non si sia conformato ad un ordine di lasciare il territorio nazionale. Una sanzione penale quale quella prevista dalla legislazione italiana può compromettere la realizzazione dell'obiettivo di instaurare una politica efficace di allontanamento e di rimpatrio nel rispetto dei diritti fondamentali".
La Corte di giustizia afferma per la prima volta il principio che, oltre alla sanzione penale a carattere detentivo, qualunque limitazione della libertà personale che vada oltre i diciotto mesi, non può costituire lo strumento per governare fenomeni complessi come l'allontanamento forzato degli immigrati che richiedono un giusto equilibrio tra l'efficacia degli interventi ed il rispetto dei diritti fondamentali della persona umana, diritti inalienabili da riconoscere senza deroga alcuna anche agli immigrati irregolari. Per la Corte, quando si tratta di una persona che si trova in una condizione di soggiorno irregolare nel territorio dello stato il termine di diciotto mesi costituisce la durata massima sia della detenzione amministrativa che della detenzione in carcere, e per questa stessa ragione, una volta completato questo periodo, in presenza die rigorosi requisiti fissati dalla Direttiva 2008/115/CE per le procedure di convalida, l'immigrato irregolare non può essere arrestato, o perseguito penalmente, e dovrebbe anzi essere dotato di documenti identificativi.

### In Polonia
A causa dell'emergenza migranti al confine con la Bielorussia, nel 2025 la Polonia ha approvato una legge che sospende per 60 giorni il diritto dei migranti di chiedere asilo, diritto previsto dai regolamenti internazionali, dalle norme dell'Unione Europea e da molte costituzioni delle democrazie occidentali.